# Le Nez au vent
Pour plus de détails, voir Fiche technique et Distribution.
Le Nez au vent est un film belge réalisé par Dominique Guerrier, sorti en 1995.

## Synopsis
Arrivé dans l'au-delà après s'être suicidé Raphaël se retrouve pourtant sur son lit, ignorant s'il est vivant ou mort. Il va alors voyager aux frontières du réel et de l'imaginaire à travers son passé et son présent.

## Fiche technique
- Titre  original : Le Nez au vent
- Réalisation : Dominique Guerrier
- Scénario  : Jean-Louis Benoît et Dominique Guerrier
- Musique : Serge Franklin
- Photographie : Jan Vancaillie
- Décors : Véronique Melery
- Son : Gérard Lamps
- Producteur : Marion Hänsel pour Man's Films
- Société de production :  Man's Films, Dussart Productions et Tchin Tchin Productions
- Format : couleur
- Pays d'origine :  Belgique
- Langue originale : néerlandais
- Genre : comédie
- Durée : 90 minutes
- Date de sortie : 
  - Espagne : 29 juillet 1997

## Distribution
- Yves Robert : Paphaël
- Philippine Leroy-Beaulieu : Clémentine
- Olivier Ythier : Jean-Pierre
- Jean-Marc Roulot : Raphaël jeune
- Philippe van Kessel :
- Cathy Boquet :
- Sabrina Leurquin : Rosine
- Tristan Clarys :
- Philippe Cochin :
- Florence Crick :
- Myriam David :
- Didier De Neck :
- Yves Degen :
- Patrick Duquesne :
- Karl Galler :
- Bernard Graczyk :
- Cécile Hanquenne :
- Ingrid Herman :
- Nicolas Holzer :
- Baptiste Hupin :
- Serge Kribus :
- Olivier Massart :
- Cathy Min Jung :
- Pascale Salkin :
- Georges Siatidis :
- Carol-Esther Libouton :
- François Toumarkine :
- Jean Vercheval :
- Laurence Vielle :
- Alexandre von Sivers :
- Isabelle Wery :